# Малий Кривотин
Ма́лий Кривоти́н (до 1946 року — Колцький Кривотин) — село в Україні, у Звягельському районі Житомирської області. Населення становить 105 осіб. Входить до складу Ємільчинської селищної громади.

## Історія
У 1906 році — Колцький Кривотин, слобода Лугинської волості Овруцького повіту Волинської губернії. Відстань від повітового міста 70 верст. Дворів — 40, мешканців — 222.
У 1923—1933 роках — адміністративний центр Колцько-Кривотинської сільської ради Лугинського району.
Під час загострення комуно-сталінських репресій в 1930-і роки минулого століття і Польської операції НКВС органами НКВС безпідставно заарештовано та позбавлено волі на різні терміни 23 мешканців села, з яких 6 чоловік розстріляно. Всі арештовані, ув'язнені, депортовані та розстріляні мешканці Кривотина Колцького були поляками.[джерело?] Всі постраждалі від тоталітарного режиму реабілітовані.